# Bassano del Grappa
Bassano del Grappa er en italiensk by (og kommune) i regionen Veneto i Italien, med omkring 42.395(2023) indbyggere. 